# Canaanimys
Canaanimys es un género extinto de caviomorfos que vivió en el Eoceno Medio hace 41 millones de años en lo que ahora es Sudamérica. La única especie conocida: C. maquiensis fue descrita por Antoine y colaboradores en 2011.
Los restos fósiles se encontraron en la zona superior de la Formación Yahuarango (que data del Luteciense superior), en la Amazonia en las inmediaciones del río Ucayali, Perú. Junto a él también aparecieron los roedores del género Cachiyacuy. Ambos géneros parecen ser los más antiguos roedores de Sudamérica; C. contamanensis tenía el tamaño de una rata pequeña y las otras dos especies el tamaño de un ratón de campo.

## Etimología
Combinación de Canaan, nombre de una comunidad nativa local Shipibo, y mys, griego para ratón.

## Especies
- Canaanimys maquiensis